# Lissonota pseudeleboea
Lissonota pseudeleboea là một loài tò vò trong họ Ichneumonidae.